# Villicharixa strigosa
Villicharixa strigosa is een mosdiertjessoort uit de familie van de Electridae. De wetenschappelijke naam van de soort is, als Membraniporina strigosa, voor het eerst geldig gepubliceerd in 1951 door Uttley.